# RAB2A
RAB2A (англ. RAB2A, member RAS oncogene family) – білок, який кодується однойменним геном, розташованим у людей на короткому плечі 8-ї хромосоми. Довжина поліпептидного ланцюга білка становить 212 амінокислот, а молекулярна маса — 23 546.
| 10         |  | 20         |  | 30         |  | 40         |  | 50         |
| ---------- |  | ---------- |  | ---------- |  | ---------- |  | ---------- |
| MAYAYLFKYI |  | IIGDTGVGKS |  | CLLLQFTDKR |  | FQPVHDLTIG |  | VEFGARMITI |
| DGKQIKLQIW |  | DTAGQESFRS |  | ITRSYYRGAA |  | GALLVYDITR |  | RDTFNHLTTW |
| LEDARQHSNS |  | NMVIMLIGNK |  | SDLESRREVK |  | KEEGEAFARE |  | HGLIFMETSA |
| KTASNVEEAF |  | INTAKEIYEK |  | IQEGVFDINN |  | EANGIKIGPQ |  | HAATNATHAG |
| NQGGQQAGGG |  | CC         |  |            |  |            |  |            |

A: Аланін

C: Цистеїн

D: Аспарагінова кислота

E: Глутамінова кислота

F: Фенілаланін

G: Гліцин

H: Гістидин

I: Ізолейцин

K: Лізин

L: Лейцин

M: Метіонін

N: Аспарагін

P: Пролін

Q: Глутамін

R: Аргінін

S: Серин

T: Треонін

V: Валін

W: Триптофан

Задіяний у таких біологічних процесах, як транспорт, транспорт білків, транспорт між ендоплазматичним ретикулумом і апаратом Гольджі, ацетилювання, альтернативний сплайсинг. 
Білок має сайт для зв'язування з нуклеотидами, ГТФ. 
Локалізований у мембрані, ендоплазматичному ретикулумі, апараті гольджі.